# Bromus sterilis
La cebada bravía o espigajo (Bromus sterilis) es una especie herbácea y anual perteneciente a la familia de las gramíneas (Poaceae).

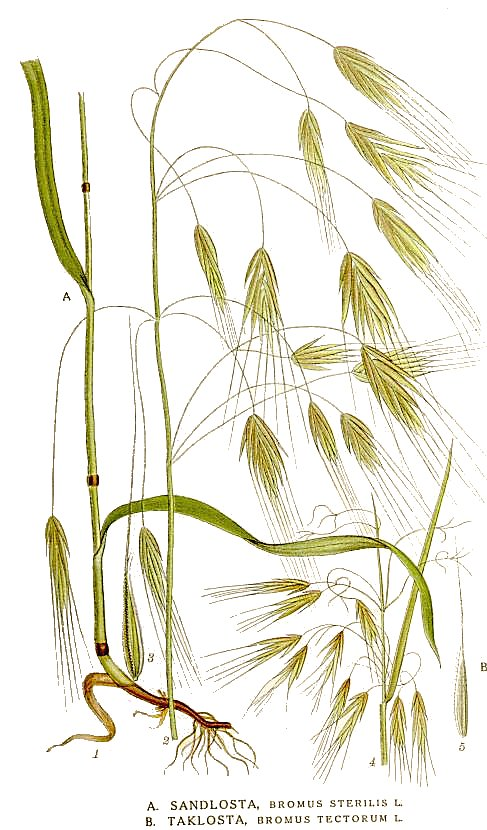
Ilustración

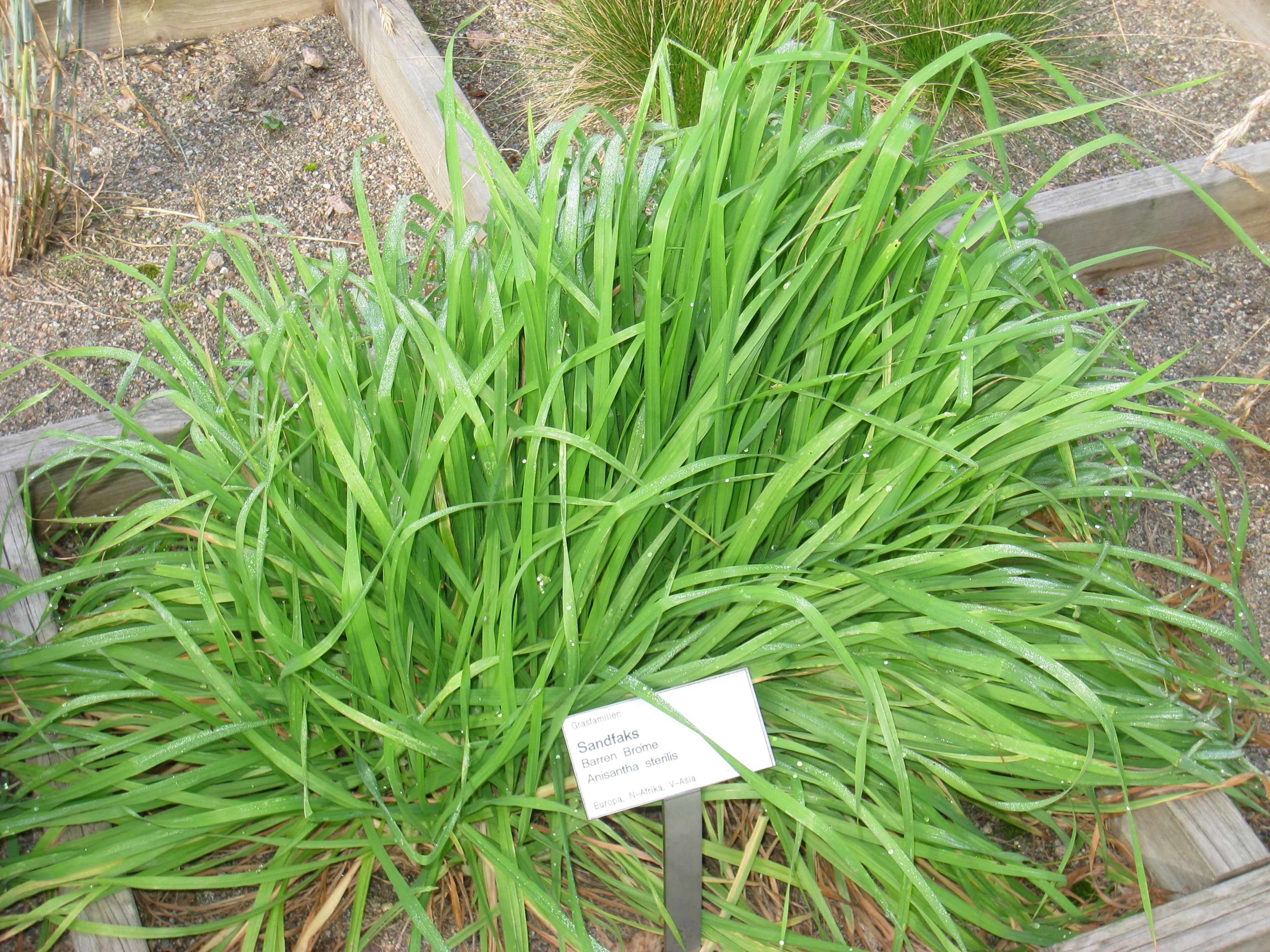
Vista de la planta

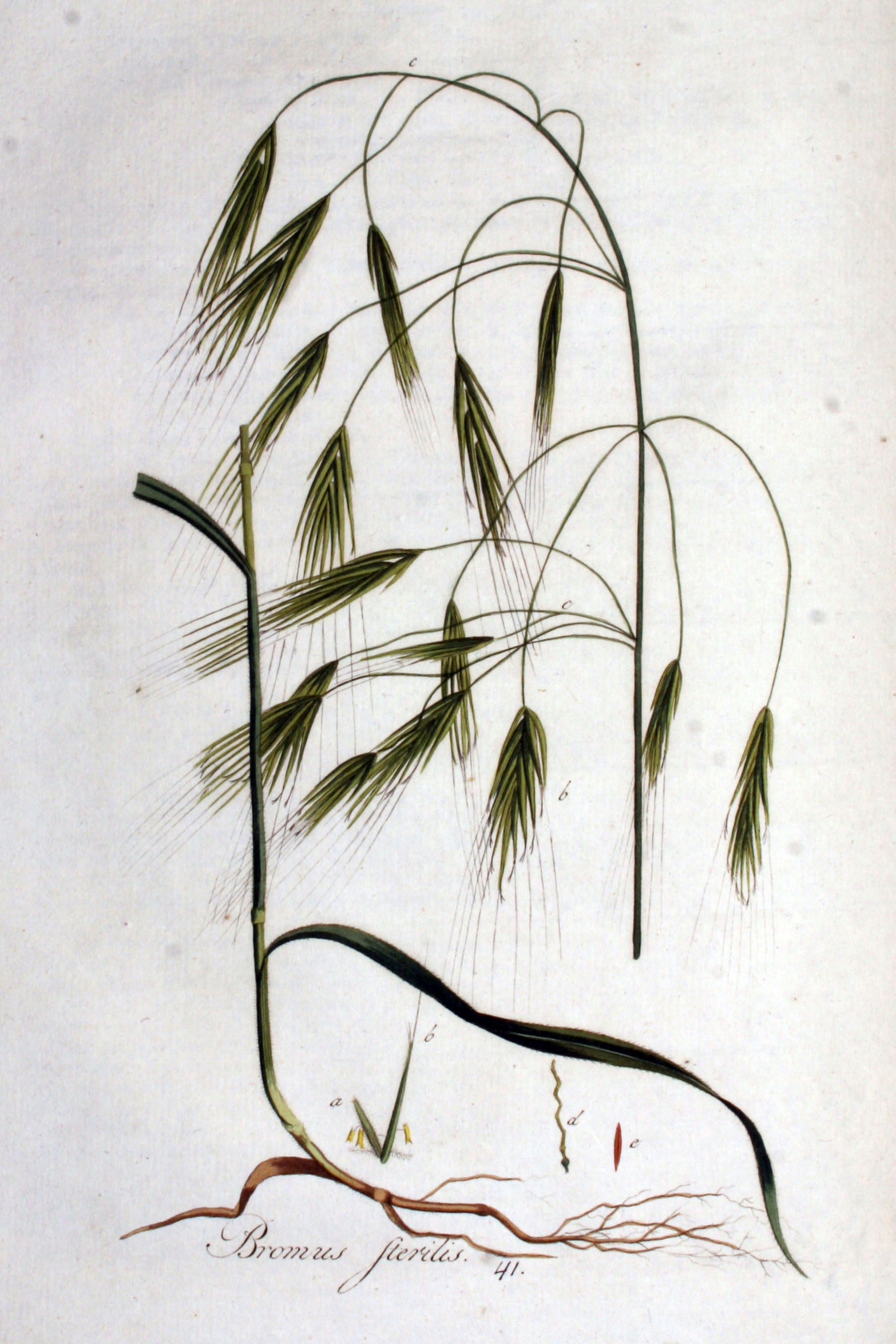
Ilustración de Flora Batava

## Descripción
Planta herbácea, de unos 40 cm de altura, suave en la parte inferior, algo rugosa en la parte superior. Casi igual a Bromus maximus. La inflorescencia en forma de pirámide, con varios verticilos separados de 2-5 espigas con largos y finos pedúnculos, colgantes al madurar. Las espigas aplanadas con espiguillas a ambos lados, cada espiga de unos 7 cm de longitud, incluidas las argañas o aristas. De color verde y márgenes blancos. Gluma con un nervio central verde, a la otra parte una gluma más larga y con nervios, el resto es una telilla blanca o transparente, terminadas en punta pero sin arista. La lema, que envuelve a la semilla, con 5 nervios y con argaña de 4 cm de longitud, purpúrea o rosada en el extremo. A la otra parte de la semilla está la pálea, con los bordes verdes. La semilla es ovalada y aplanada, de 1 cm de longitud. Las otras 4 o 5 flores de la espiga no tienen glumas, sí tienen aristas o argañas. Las hojas son alternas, 3 o 3 en el tallo, envainadoras, con pelillos suaves y largos, especialmente en los bordes, en su unión con el tallo sobresale una telilla, partida y transparente, la lígula. La parte separada de la hoja es lanceolada de 5 mm de anchura, rayada y de color verde más oscuro. La vaina también con pelos. El tallo es suave y flexible.

## Distribución y hábitat
En Castilla y León. Abundante en setos, bordes, arcenes, parcelas abandonadas, prados y pastos en lugares secos y húmedos. Madura a final de primavera.

## Taxonomía
Bromus sterilis fue descrita por Carlos Linneo y publicado en Species Plantarum 1: 77. 1753.
Etimología
Bromus: nombre genérico que deriva del griego bromos = (avena), o de broma = (alimento).
sterilis: epíteto latino que significa "esteril".
Citología
Número de cromosomas de Bromus sterilis (Fam. Gramineae) y táxones infraespecíficos: 2n=14
Sinonimia
- Anisantha sterilis (L.) Nevski
- Bromus amplus K.Koch
- Bromus delicatulus Sennen
- Bromus distichus Moench
- Bromus grandiflorus Weigel
- Bromus jubatus Ten.
- Bromus longiaristatus Gilib.
- Bromus scaberrimus St.-Lag.
- Bromus tenorianus Roem. & Schult.
- Festuca sterilis Jess.
- Forasaccus distichus Bubani
- Genea sterilis (L.) Dumort.
- Schedonorus sterilis (L.) Fr.
- Zerna sterilis (L.) Panz.
- Zerna sterilis Panz. ex B.D. Jacks.[6][7]

## Nombre común
- Castellano: cebada bravía, cebadilla, espigajo, espiguilla colgante, hierba espadañuda, hierba espigada, hierba espigona, hierba espiguera, hierba triguera, pan de lobo, pendolaza.[8]